# George Eaton
George Eaton, född 12 november 1945 i Toronto, är en kanadensisk tidigare racerförare och president i familjeföretaget varuhuset Eaton's.

## Racingkarriär
Eaton, som var lovande i formel A och CanAm, inbjöds att köra för BRM i de två sista formel 1-loppen säsongen 1969 .
Han blev kvar i stallet genom att hyra en tredje förarplats 1970, men detta arrangemang fungerade inte för någondera parten. Eaton tävlade därefter i  sportvagnsracing för BRM under en kort tid.

## F1-karriär
| Säsong | Stall/Tillverkare | Poäng | Placering |
| ------ | ----------------- | ----- | --------- |
| 1969   | BRM               | 0     | –         |
| 1970   | BRM               | 0     | –         |
| 1971   | BRM               | 0     | –         |